# Сини Вълшебници
Сините вълшебници (в оригинал Blue wizards) са персонажи от книгите на Дж. Р. Р. Толкин за Средната земя. Споменават се бегло във "Властелинът на пръстените" и в малко повече детайли в „Недовършени предания“. Заедно с Гандалф Сивия, Радагаст Кафявия и Саруман Белия те са двама от петимата Истари, изпратени да се противопоставят на Мрачния владетел Саурон в битката за Средната земя.

## История и произход на вълшебниците според творчеството на Толкин
Много често в творчеството на Толкин посветено на Средната земя се срещат няколко думи, определящи едно и също нещо. Това възниква съвсем естествено поради многообразието от раси и култури в разказите за Валинор и Средната земя – валари, елфи, хора, джуджета, орки и други. Тези народи си имат собствени езици, някои дори повече от един. Така думите “магьосник” и “вълшебник” са прозвища, дадени от хората на маярите, тъй като повечето от тях не знаят нищо за произхода им. Според “Айнулиндале”, маярите са помощници и слуги на валарите в създаването на Арда. Тук думата “слуга” никога не носи негативен смисъл, какъвто носи в българският език. Единствената по-близка дума до английската servant може би е “служител”, но тя би била още по-неподходяща в този жанр. Поради липса на по-подходяща дума, преводачът на български Любомир Николов – Нарви е използвал “слуга”, а евентуалният негативен заряд бързо се разсейва в хода на произведението.
Макар и същества с по-нисък ранг, маярите притежават идентични характеристики с тези на валарите. Като жители на Валинор те са безсмъртни и могат свободно да избират формата си при определени условия. Тъй като валарите (ж.р. валиери) са различни в уменията и знанията си, към всеки от тях има по един или няколко слуги и помощници – маяри. Например, Саруман е маяр на Ауле и поради това притежава умения в създаването на машини и механизми.
Думите “магьосник” и “вълшебник” са взаимозаменяеми и са дадени от хората в Средната земя, които макар да не знаели нищо за произхода на маярите, усещали нещо свръхестесвено в тях. Защото, дори и в човешки облик вълшебниците остарявали много бавно в продължение на стотици години, без да умират и притежавали знание и умения далеч от тези на хората.
Думата “истари” е куенийска (синдарин: итрон) и означава мъдрец, и също се отнася за маярите.

## Сините вълшебници в Средната земя
В сборникът “Недовършени предания“ (Unfinished Tales) става ясно, че Сините вълшебници пристигат в Средната земя заедно със Саруман и Радагаст около 1000 г. от Третата епоха. Пристигането им се свързва с “пробуждането” на Саурон и желанието на валарите да помогнат на всички народи в борбата срещу надигащото се зло. На съвет, свикан от Манве по този въпрос той призовава всеки валар да назове свой помощник, когото да изпрати в Средната земя. Така всеки маяр, със своите знания и мъдрост в определена област натрупани в стотици години труд, да помогне на хора, джуджета и елфи в тежката борба срещу Саурон. Като пратеници на Валинор обаче, те трябвало да надянат човешки облик и да приемат всички трудности и предизвикателства, включително изкушенията да се отклонят от мисията си заради лични цели. Дори и в такъв облик тяхната “ангелска” същност е достатъчно условие за силата и уменията им далеч над тези на хора и елфи. Въпреки това те нямали право да използват тези сили и да налагат волята си със сила или заплаха, а само със съвети и насоки. Поставени в човешки тела и изпратени в Средната земя променя до голяма степен способностите им както и възприятието им за света. Толкин пояснява, че в този си облик те нямат ясен спомен за произхода си и Валинор е непознато име, макар копнежът по него да остава в умовете и сърцата им без да знаят защо. 

На този съвет Ороме посочва един от маярите си – Алатар, а той на свой ред взима със себе си приятелят си Паландо. Алатар и Паландо са имената на Сините вълшебници във Валинор, но в Средната земя те нямат имена освен общото Итрин Луин – Сини вълшебници. За тях се казва, че са пристигнали в Средната земя заедно със Саруман и Радагаст и са били облечени в Морскосини одежди. Подобно на другите членове на ордена и тяхната мисия е била да помогнат на народите в Средната земя в борбата срещу Саурон. Според една бележка на Толкин, Сините вълшебници са отпътували далеч на изток в Средна земя и не са останали дълго в западните й части, за да получат имена подобно на Гандалф, Сарумман и Радагаст. В същата бележка авторът изказва съмнения, че те се отклоняват от мисията си:
В едно писмо от 1958 г. баща ми споделя, че не знае нищо конкретно за "другите двама", тъй като те нямали нищо общо с историята на северозападните области от Средната земя. "Мисля - пише той, - че са заминали като пратеници из далечните области на Изтока и Юга, недостъпни и непознаваеми за Гондор - един вид като мисионери из окупираните от врага области; боя се обаче, че те са се провалили като Саруман, макар и по различен начин; и подозирам, че са били източници или основатели на тайни култове и "магически" обичаи, оцелели далеч след гибелта на Саурон."

"Недовършени предания", глава "Истарите", бележка 3